# Michael Des Barres
Michael Des Barres, född 24 januari 1948 i London, är en brittisk skådespelare och rocksångare. Han är mest känd i rollen som den ondskefulle Murdoc i den populära TV-serien MacGyver.

## Biografi
I början på sjuttiotalet var Des Barres medlem i bandet Silverhead, som förutspåddes en lysande framtid i glamrock-genren. Bandet släppte två album, "Silverhead" (1972) och "Sixteen & Savaged" (1973), innan det upplöstes. Strax därefter startade Des Barres det Led Zeppelin-influerade bandet Detective, och man fick faktiskt skivkontrakt på Zeppelins bolag Swan Song. Även detta band släppte två album, "Detective" (1977) och "It Takes One To Know One" (1978).
Första soloplattan släppte Michael Des Barres i början på 1980-talet, "I'm Only Human". Därefter bildades supergruppen Chequered Past med bland andra Nigel Harrison (Blondie), Tony Sales (The Stooges) och Steve Jones (Sex Pistols). Gruppen släppte ett självbetitlat album 1984 och upplöstes sen.
Nästa supergrupp blev Power Station där de övriga medlemmarna var Robert Palmer, John Taylor (Duran Duran), Andy Taylor (Duran Duran) samt Tony Thompson (Chic). Bandet uppträdde bland annat på Live Aid, men upplöstes strax därefter. Efter att ha släppt en sista solo-EP satsade Michael Des Barres helt på skådespelandet och han har synts i TV-serier som MacGyver, Lois & Clark, Roseanne, Just Shoot Me!, Melrose Place och På heder och samvete.